# Glacier Mertz
Le glacier Mertz  est un glacier et un fleuve glaciaire particulièrement crevassé  d'environ 72 km de long sur 32 km de large, situé sur la Côte de George V dans la partie Est de l'Antarctique. C'est la source d'une proéminence glaciaire, qui s'étend vers le Nord dans l'océan Austral, constituant une langue de glace, qui s'est détachée en 2010. Il a été nommé ainsi en l'honneur de l'explorateur suisse Xavier Mertz, membre de l'expédition antarctique australasienne de Douglas Mawson.
La vallée Mertz-Ninnis est une vallée sous-marine nommée en association avec le glacier de Mertz et le glacier Ninnis.

## Géographie

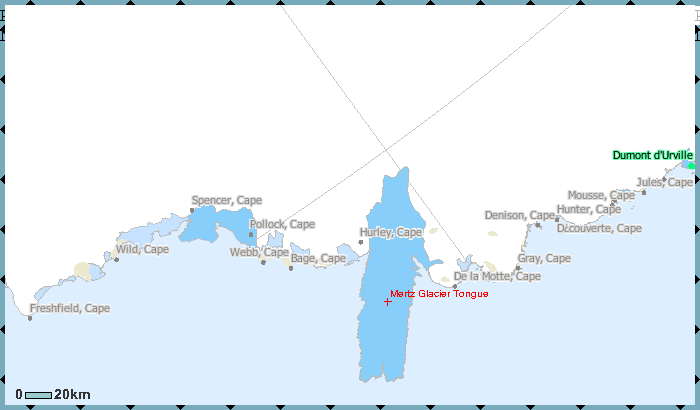
Cette partie saillante du glacier en forme de langue de glace se rompit en février 2010.

Le glacier Mertz, est un glacier long d'environ 72 km et large en moyenne de 32 km. Il atteint la mer à l'extrémité d'un fjord de 60 km et il se prolonge par une large langue de glace entre le cap de la Motte (en) et la  baie Buchanan  à l'Ouest et le cap Hurley (en) / baie Fisher (en) à l'Est. La langue de glace du glacier Mertz a environ 80 km de long au total et fait saillie de 20 à 25 km dans l'océan. Il a grossièrement 40 km de largeur. Le glacier libère environ 10 à 12 gigatonnes de glace par an dans le fjord et sa langue avance de 1 km par an, vers la mer jusqu'à son entrée dans l'océan.

## Histoire
Le glacier fut découvert par l'expédition antarctique australasienne (1911–1914) sous la direction de Douglas Mawson, qui le nomma ainsi en l'honneur de Xavier Mertz, un membre de l'expédition qui perdit la vie le 7 janvier 1913, lors d'une mission en traineau à l'extrémité Est du glacier. Le corps de Mertz resta sur le glacier, qui porte son nom, à quelques milles, près de l'océan Austral, là où il fut inhumé dans la glace par Mawson.

### Vêlage de 2010

Animation par photos satellites de la collision du 12 février 2010.

En février 2010, environ la moitié de la langue de glace du glacier Mertz, soit une pièce de glace d'environ 78 km de long et 39 km de large et saillante de 100 km dans l'océan Austral se rompit et se sépara de la langue principale du glacier. La séparation survint le 12 ou 13 février le long de deux failles préexistantes de part et d'autre des bords de cette langue de glace. Cet évènement fut favorisé en partie par le contact de l'énorme Iceberg B-9B qui heurta la langue de glace. L'iceberg B-9B est une plaque de glace de 97 km de long par 30 km de large provenant de l'Iceberg B-9 qui s'était rompu à partir de la falaise de glace de la barrière de Ross en 1987 et s'était récemment éloigné lui-même de la banquise de Ninnis vers l'Est de la langue de glace où il s'était logé depuis 18 ans.
L'iceberg nouvellement formé se nomme Iceberg C-28, dans la mesure où c'est le 28e iceberg de taille substantielle qui s'est détaché de l'Antarctique, depuis 1976. Cet iceberg est l'un des plus grands icebergs jamais enregistrés avec 78 km de long et 39 km de large, couvrant une surface de 2 545 km2, haut de 400 m avec une masse estimée à 860 milliards de tonnes. Selon le glaciologue australien Neal Young, un tel événement survient une fois tous les 50 à 100 ans. Comme la langue de glace avance de 1 km par an, ce nouvel iceberg représente environ 70 ans d'avance du glacier.
En 2 semaines l'iceberg issu du glacier Mertz a tourné autour du point d'impact avec l'iceberg B9-B et se dispose maintenant en parallèle avec la ligne de la côte.
L'iceberg se dirige vers l'Ouest depuis sa collision et en avril 2010 il a heurté un pic submergé ce qui a causé sa fracture en deux pièces,.
La disparition de la langue de glace favorise depuis l'accumulation de glaces dérivant au large et donc la formation d'une banquise anormalement épaisse réduisant la polynie autour du glacier, qui était une zone d'eau salée majeure de l'Antarctique. Cela pourrait affecter la circulation future de la couche de la circulation thermohaline autour de l'Antarctique,.